# Політуха
Політу́ха (Pteromys) — рід гризунів родини вивіркових (Sciuridae).

## Близькі групи
Політухи представляють окрему трибу Pteromyini, до складу якої разом з ними входять ще 10 родів, у тому числі й літяга (Glaucomys).
Pteromys — типовий рід триби Pteromyini (і підродини Pteromyinae, якщо таку визнають).

## Видовий склад

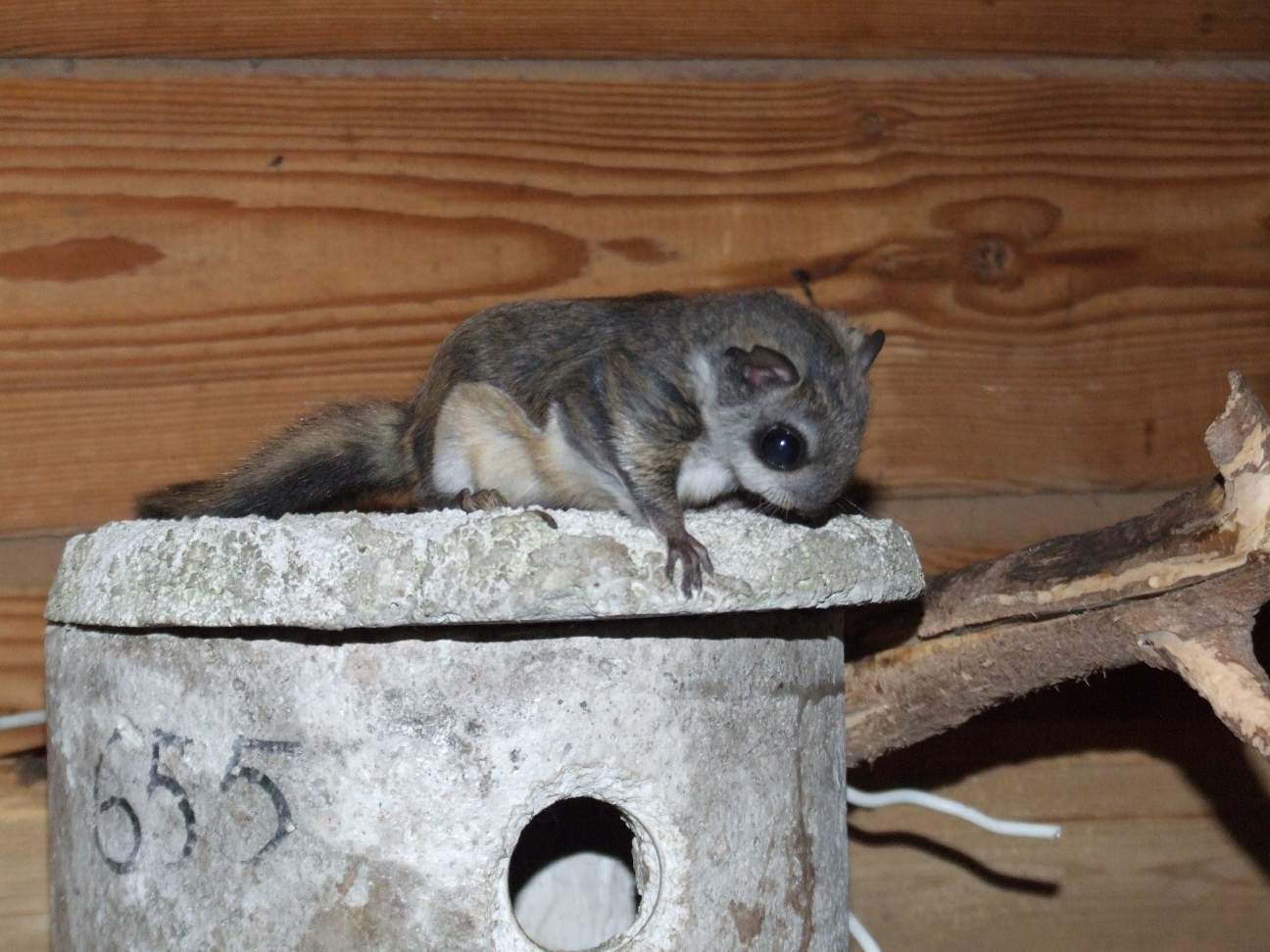
Політуха сибірська в неволі (на Звенигородській біостанції), фото А. Попова

Рід включає два види:
- Pteromys volans — Політуха сибірська
- Pteromys momonga — Політуха японська